# Авторизационнен сертификат
Авторизационнен, оторизиращ или характеризиращ (конкретиката на областта на сертификация) сертификат е дигитален документ, който трябва да докаже валидността на издадената автентикация, и който съдържа необходимите характеристики, които са част от сертификата, както и те са прилжени към конкретния ползвател на този сертификат . Може в някои случаи да се ползва в смисъла на оторизиращ сертификат за достъп, например към определени уебсайтове, тоест сертификата дава оторизация на потребителя да чете и ползва тези уебсайтове .